# Hermannia cristata
Hermannia cristata är en malvaväxtart som beskrevs av Harry Bolus. Hermannia cristata ingår i släktet Hermannia och familjen malvaväxter. Inga underarter finns listade i Catalogue of Life.